# James Paget
James Paget (11 de enero de 1814-30 de diciembre de 1899) fue un cirujano y patólogo británico, recordado fundamentalmente por la enfermedad de Paget y considerado, junto con Rudolf Virchow, como uno de los fundadores de la patología científica. Sus famosos trabajos incluyeron Conferencias sobre Tumores (1851) y Conferencias sobre Patología Quirúrgica (1853). Mientras en general se lo considera en referencia a los huesos con la enfermedad epónima, hay actualmente tres enfermedades nominadas después de él: osteítis deformante (enfermedad ósea de Paget), enfermedad de Paget de seno (una forma de cáncer de mama intraductal que se desarrolla en la piel alrededor del pezón), y la enfermedad de Paget extramamaria. Otra enfermedad nombrada por él es el absceso de Paget. 

## Vida
Paget nació em Great Yarmouth, Inglaterra, el 11 de enero de 1814, hijo de un cervecero y naviero, y uno de una familia grande, su hermano George, fue Profesor Real de Medicina de Cambridge en la Universidad homónima en 1872, y también hizo una distinguida carrera en medicina siendo un K.C.B. (orden de códigos de caballería). Concurrió a una escuela en Yarmouth, y más tarde ingresó a la Armada; pero su plan era salir de allí, y a los dieciséis comenzó sus estudios de medicina familiar, estando por cuatro y medio años, donde además tomó horas de botánica, e hizo una gran colección de flora del este de Norfolk. Al finalizar su aprendizaje, publica con uno de sus hermanos una muy cuidada Sketch de la Historia Natural de Yarmouth y su vecindad.
En octubre de 1834, entra como estudiante al Hospital San Bartolomé, en Londres. Aquí propone el primer club de seminarios, para criticar los nuevos artículos científicos. En aquellos días, los estudiantes de medicina estaban mucho tiempo separados; no había supervisión de su trabajo, y es probable que Paget ganara más que perdiera por tener que luchar con su propio camino. 
Entra al grupo de premiados en 1835, y nuevamente en 1836; y en su primera sesión de invierno, descubre el patógeno de la triquinosis, una enfermedad parasitaria causada por Trichinella spiralis, un nemátodo que infesta músculos humanos, normalmente incorporado por comer cerdo infectado. En mayo de 1836 pasa su examen en el Real Colegio de Cirujanos, y se habilita para practicar. Sus siete siguientes años (1836-1843) los vive en pensionados en Londres, tiempo de pobreza, ganando solo 15 libras al año por su práctica, y su padre, quebrado en los negocios, no pudo ayudarlo. También empezó a escribir para revistas médicas, y preparando catálogos del Museo Hospitalario y para el Museo de patologías del Real Colegio de Cirujanos. In 1836 es curador del museo del hospital, y en 1838 demostrador de anatomía mórbida del hospital; así tuvo el privilegio de hacer infinitas prácticas, a pesar de su pobreza.
En 1841 es cirujano del Dispensario Finsbury; pero este puesto no le dio ninguna experiencia en operaciones severas de cirugía. En 1843 es conferencista de anatomía general (anatomía microscópica) y en fisiología en el hospital, y conserje del colegio hospitalario luego fundado. En los ocho años siguientes vivió dentro de las paredes del hospital, a cargo de treinta estudiantes residente en el pequeño colegio. Además de sus conferencias, su superintendencia de la residencia estudiantil, estaba con todos los nuevos estudiantes, para mostrarles cómo trabajaba, y manejaba las finanzas y los asuntos generales de la escuela. Así estaba constantemente ocupado con las cuestiones de la Escuela, y con frecuencia pasaba una semana, o más, sin salir de las puertas del hospital. 
En 1844 se casa con Lydia, la hija más joven del Rev. Henry North. En 1847 es cirujano asistente del hospital, y profesor en el Real Colegio de Cirujanos. Mantuvo el profesorado por seis años, dando cada año seis conferencias en patología quirúrgica. La primera edición de esas conferencias, donde era el científico jefe, se publica en 1853 como Conferencias de Patología Quirúrgica.
En 1851 es elegido Académico de la Royal Society. En octubre de 1851 resigna su superintendencia del hospital. y comienza a ser reconocido como un gran fisiólogo y patólogo: recibiendo su instrucción en patología en Inglaterra, mientras Rudolf Virchow lo hizo en Alemania; pero debió trabajar muy duro en la práctica, y quedó muy pobre por obligarse a pagar deudas de sus padres, llevándole catorce años en completarlo.
Fue el padre de Stephen Paget (1855-1926), un cirujano inglés que propuso por primera vez la teoría de la "semilla y el sustrato" de la metástasis.

## Trabajos
Es probable que no fuera tan famoso cirujano, como John Hunter (1728-1793), aunque profundizó su práctica con teoría científica, o esperó más por la certeza. En fisiología leía perfectamente literatura en francés, alemán, neerlandés, italiano, y realizaba incesantes estudios y trabajos con el microscopio, a nivel de Robert Owen, quien en 1851 había sido el primer fisiológo de Europa, o tener su primer práctica quirúrgica en Londres, con un baronazgo. Sus conferencias de fisiología en el Hospital San Bartolomé fueron la principal causa del ascenso en la fortuna de su escuela, la cual en 1843 tenía bajo puntaje.
En patología su trabajo fue aún más importante. Él llenó un lugar en la patología que estaba vacío desde la muerte de Hunter en 1793; y el tiempo de transición de la enseñanza de Hunter, ocurre la profundización de los estudios de microscopía. Fue gracias a Paget que hace a la patología dependiente, del uso del microscopio, especialmente en la patología de tumores. Él y Virchow hacen realidad la moderna patología; "fundadores de ella, estando juntos: Paget conferencista en Patología Quirúrgica y Virchow en Patología Celular.
Cuando Paget, en 1851, comienza prácticas cerca de Cavendish Square, aún debe esperar pocos años más para tener éxito en su vida profesional. Ese giro se produce en 1854 o 1855; y en 1858 gana una posición de cirujano extraordinario de la reina Victoria, y en 1863 cirujano ordinario del Príncipe de Gales. Fue por muchos años el más grande y más ardoroso cirujano práctico en Londres. Sus días laborales no eran de menos de dieciséis o diecisiete horas. Muchos casos llegaban a él para un juicio final, con especial frecuencia, eran tumores, y toda clase de enfermedades de los huesos y de las articulacionesm y hasta casos neuróticos con síntomas de efermedades quirúrgicas. Su supremacía yacía tanto en la ciencia como en el arte de la cirugía, y su nombre se asocia con avances prácticos. Descubre la enfermedad del pezón y la de los huesos (osteitis deformante) que luego son epónimas suyas; y fue el primero en urgir la remoción del tumor, en vez de la amputación del miembro, en casos de sarcoma mieloide.
En 1871, casi muere por infección debido a un examen post mortem. Para aliviar el peso de su trabajo, fue obligado a resignar su cargo de cirujano del hospital. En ese mismo año recibe el honor del baronazgo de Harewood Place (Middlesex). En 1875 fue presidente del "Real Colegio de Cirujanos", y en 1877 orador de Hunter. En 1878 sigue operando, pero por ocho o diez años fue un muy pesado consultor de prácticas. En 1881 fue presidente del "Congreso Internacional de Medicina" en Londres; en 1880 recibe, en Cambridge, una memorable dirección en Patología Elemental, por sus esfuerzos en entender a ciertas enfermedades de plantas y árboles de aquellas del cuerpo humano. 
Luego de cortos escritos cortos, publica Conferencias Clínicas y Ensayos (1.ª ed. 1875) y Estudios de Viejos Casos de Libros (1891). En 1883, en el deceso de George Jessel, es designado vicerrector de la Universidad de Londres. En 1889 es miembro de la Real Comisión sobre Vacunación. 
En mayo de 1886 trata a Edward Crowley, padre de Aleister Crowley por cáncer de lengua. Propone una intervención quirúrgica, pero Crowley la declina y fallece al año siguiente.
Falleció en Londres el 30 de diciembre de 1899, a los 85 años. 
Paget tenía el don de la elocuencia, siendo uno de los más cuidadosos y más delicado speakers de su tiempo. Tenía una natural y desafectada posición en lo social, amaba la música. Poseía el raro regalo de la habilidad en girar rápidamente lo laborioso en placer; gustaba de sus vacaciones como un escolar, fácilmente reía, emocional, vigoroso en aumentar su sobreesfuerzo. Era ferviente religioso, y del más escrupuloso honor. Fue indiferente a la política, tanto nacional como médica; su ideal era la unidad de la ciencia y de la práctica en la vida profesional.